# Max Poll
Pour les articles homonymes, voir Poll.
 (juin 2011).
Si vous disposez d'ouvrages ou d'articles de référence ou si vous connaissez des sites web de qualité traitant du thème abordé ici, merci de compléter l'article en donnant les références utiles à sa vérifiabilité et en les liant à la section « Notes et références ».
Max Poll (Max Fernand Léon Poll), né le 21 juillet 1908 à Ruisbroek (banlieue sud de Bruxelles) et mort le 13 mars 1991 à Uccle, est un ichtyologiste belge.

## Biographie
Son père était médecin et sa mère régente en langues. C'est à son grand-père maternel Isidore Teirlinck, littérateur bien connu mais aussi botaniste, qu'il doit sa première initiation aux sciences de la nature. Comme élève à l'Athénée de Saint-Gilles (Bruxelles), puis comme étudiant à l'université libre de Bruxelles, il s'intéresse dans un premier temps aux insectes, devenant un brillant entomologiste, sa thèse de doctorat portant d'ailleurs sur les tubes de Malpighi chez les Coléoptères qui débouchera sur 14 publications sur le système urinaire des insectes de 1932 à 1937.
Dès 1932, à 24 ans, son intérêt se porte sur les poissons et plus particulièrement sur les Cichlidae dont il décrira la même année deux espèces nouvelles du Lac Kivu.
Bien que spécialiste des Cichlidae, il étudie l'ensemble de la faune ichtyologique d'eau douce et marine de l'Afrique. Aussi, le nombre de ses publications et de ses révisions de genres et de familles, la plupart remarquablement illustrées, est énorme. En effet, il publiera 250 livres et articles et décrira 7 familles, 43 genres, 390 espèces et 25 sous-espèces nouvelles.
Il décrit notamment, sous forme de monographies, la faune ichtyologique du Lac Tumba (Congo belge devenu République démocratique du Congo), de l'Atlantique Sud (4 volumes), du Lac Tanganyika, du Congo belge, du Stanley-Pool (Malebo Pool), du Katanga, de l'Angola, du fleuve Limpopo, etc. Passé maître en zoologie systématique, il écrit dans un rapport destiné aux autorités de l'Enseignement en Belgique: La zoologie systématique est l'orthographe de la zoologie.
Durant les années 1946 et 1947, il organise une expédition hydrobiologique sur le lac Tanganyika qui le conduira à augmenter la famille des Cichlidés de 22 genres et 98 espèces. En 1948, il participe à une expédition océanographique belge à bord d'un chalutier pour explorer le potentiel de pêche des zones côtières africaines de l'Atlantique Sud. Il en tirera une description de sa faune ichtyologique en 4 volumes. En 1958-1959, il participe à une expédition sur le Stanley-Pool à la recherche des cocons de Protoptères, poissons qui ont la particularité de posséder à la fois des branchies et des poumons, dans le but d'en tirer une étude biologique sur la vie et la reproduction de ces poissons hors normes. Il entreprend d'autres missions au Congo, l'une pour y développer la pisciculture du Tilapia et les pêcheries (1956), l'autre pour récolter du matériel taxidermique pour le pavillon du Congo de l'Exposition universelle de Bruxelles de 1958 (1957-1958).
Se distinguant par un charisme rayonnant, Max Poll, depuis le musée royal de l'Afrique centrale où il était Conservateur puis directeur de département, développe de manière intensive au bénéfice de la recherche internationale, les échanges de collections entre les musées du monde entier, plus particulièrement avec le British Museum (à Londres) et le Muséum national d'histoire naturelle (à Paris). Vite considéré comme le spécialiste mondial des poissons d'Afrique, nombre d'expéditions scientifiques lui envoient, pour description (dûment illustrée), leurs récoltes ichtyologiques, à peine pêchées. À chaque fois, il y découvre de nouvelles espèces. L'une d'entre elles, hors d'Afrique, est un poisson aveugle (nouveau genre, nouvelle espèce) des grottes des îles Galápagos. D'autres poissons lui parviennent de Tahiti, de Côte d'Ivoire, d'Angola, du Kenya, de Tanzanie, de Somalie, d'Afrique du Sud, de l'Atlantique Nord, de la Mer du Nord, de Méditerranée, etc., comme en témoigne la liste de ses publications.
À la demande du professeur Pierre-Paul Grassé de Paris, il rédige le chapitre sur le groupe des Poissons dans « La vie des animaux », édité par Larousse (éd. 1972). Enfin, durant sa retraite, il collabore activement avec J.-P. Gosse et J. Daget à la rédaction des 4 volumes du Catalogue des Poissons d'eau douce de l'Afrique (CLOFFA).
Nombre d'ichtyologistes admiratifs de ses travaux lui ont d'ailleurs dédié des espèces et taxons tels que le genre Pollimyrus Taverne 1971, Etmopterus polli Bigelow, Schroeder & Springer, 1953, Merluccius polli Cadenat, 1950, Pollichthys Grey, 1959, Polyipnus polli Schultz, 1961, Microsynodontis polli Lambert, 1958, et Synodontis polli Gosse, 1982.

## Activités
- Professeur à l'université libre de Bruxelles.
- Conservateur et directeur de département au Musée royal de l'Afrique centrale (MRAC) à Tervueren, Belgique.
- Membre d'honneur de la Société royale zoologique de Belgique et de la Société zoologique de France.
- Membre de l'Académie royale de Belgique, Section Sciences naturelles.
- Membre de l'Académie royale des sciences d'outre-mer (ARSOM) (Belgique).
- Membre honoraire de la Société américaine des ichtyologistes et des herpétologistes[5].

## Publications principales
Ne sont reprises ici que les publications de Max Poll sur les Vertébrés comportant au moins 30 pages, hormis les planches, soit les 20 % de l'ensemble de sa contribution scientifique. On notera la richesse remarquable des textes en illustrations ("fig." et "pl.").
- 1933 - Contribution à la faune ichtyologique du Katanga. - Ann. Mus. Congo, C. Zoologie, sér. 1, 3 (fasc. 3): 101-152, 15 fig.
- 1937 - Contribution à la faune ichtyologique du Congo belge. Collections du Dr. H. Schouteden (1924-1926) et d'autres récolteurs. - Ann. Mus. Congo, Zoologie, série I, tome 3 (fasc. 5): 189-294, pl. XII (en coll. avec L. DAVID).
- 1938 - Poissons du Katanga (bassin du Congo) récoltés par le Prof. Paul Brien. - Rev. Zool. Bot. Afr., 3 0 (4) : 389-423.
- 1939 - Les Poissons du Stanley-Pool. - Ann. Mus. Congo, C. Zoologie, sér. I, 4 (fasc. 1): 1-60, fig.
- ------- - Exploration du Parc National Albert, Poissons. - in : Mission G. F. de Witte (1933-1936), Publ. Inst. Parcs Nat. Congo belge, fasc. 24, 81 p., 29 fig., 11 pl.
- ------- - Exploration du Parc National Albert, (en coll. avec DAMAS, H.). Poissons. - in : Mission H. Damas (1935- 1936), Publ. Inst. Parcs Nat. Congo belge, fasc. 6, 73 p., 42 fig., 9 pl.
- 1943 - La pêche en eau douce au Congo belge. - Bull. agr. Congo belge., 34 (1-2): 111-162, fig. 1-31.
- 1945 - Contribution à la connaissance de la faune ichtyologique du Bas-Escaut. - Bull. Mus. r. Hist. nat. Belg., 21 (11), 32 p.
- 1946 - Révision de la faune ichtyologique du lac Tanganyika. - Ann. Mus. Congo, C 2, Zoologie, sér. I, 4 (3) : 141-374, pl. I-III.
- 1947 - Poissons marins. - in : Faune de Belgique, Édit. Musée royal d'Histoire naturelle de Belgique, 452 p., 267 fig., 3 cartes.
- 1948 - Poissons. - in : Résultats scientifiques des croisières du navire école belge « Mercator » (IV), Mém. Inst. r. Sci. nat. Belg., 2 : 175-269, 27 fig.
- ------- - Deuxième série de Cichlidae nouveaux recueillis par la Mission Hydrobiologique belge au lac Tanganyika (1946-1947). - Bull. Inst. r. Sci. nat. Belg., 25 (33), 55 p., 33 fig.
- 1951 - Histoire du peuplement et origine des espèces de la faune ichtyologique du lac Tanganyika - Ann. Soc. r. Zool. Belg., 81 : 111-140, 3 pl.
- 1952 - Poissons. I. Généralités, II. Sélaciens. - in : Résultats scientifiques de l'Expédition océanographique belge dans les eaux côtières africaines de l'Atlantique Sud (1948-1949). 4 (1), 1-154 p., 67 fig., 1 carte, 13 pl.
- ------- - Introduction : les Vertébrés. - in : Résultats scientifiques de l'Exploration hydrobiologique du lac Tanganyika (1946- 1947), 1 : 103-165, 8 fig., 17 pl.
- 1953 - Poissons non Cichlidae. - in : Résultats scientifiques de l'Exploration hydrobiologique du Lac Tanganyika (1946- 1947) 3 (5A), 251 pp., 34 fig., 11 pl.
- ------- - Téléostéens malacoptérygiens. - in : Résultats scientifiques de l'Expédition océanographique belge dans les eaux côtières africaines de l'Atlantique Sud (1948-1949), 4 (2), 258 p., 104 fig., 1 graphique, 8 pl.
- ------- - Les Poissons d'aquarium du Congo belge. - Ann. Soc. r. Zool. Anvers, juillet 1953, 44 p., 42 fig.
- 1954 - Téléostéens acanthoptérygiens (1re partie). - in : Résultats scientifiques de l'Expédition océanographique belge dans les eaux côtières africaines de l'Atlantique Sud (1948- 1949), 4 (3A), 390 p., 107 fig., 1 graphique, 9 pl.
- 1956 - Poissons Cichlidae. - in : Résultats scientifiques de l'exploration hydrobiologique du lac Tanganyika (1946-1947), 3 (5B), 619 pp., 131 fig., 10 pl. et 1 carte.
- 1957 - Les Genres des Poissons d'eau douce de l'Afrique. - Ann. Mus. r. Congo belge (Tervuren), in-8°, Zool., 54, 191 p., 419 fig. (même publication en édition séparée du Ministère des Colonies, Bruxelles).
- 1958 - (En coll. avec BRIEN, P. & BOUILLON, J.). Une mission zoologique Cemubac au Stanley-Pool (1957) - Mém. Acad. r. Sci. colon., Cl. Sci. nat. et méd., nouv. sér. in-8°, 7 (6), 35 pp., 6 fig., 14 photos.
- 1959 - Recherches sur la faune ichthyologique de la région du Stanley Pool. - Ibid., Ann. Mus. r. Congo belge, (Tervuren), sér. in-8°, Sci. Zool., 71 : 77-174, pl. XIII-XXVI.
- ------- - Téléostéens acanthoptérygiens (2e partie). - in: Expédition océanographique belge dans les eaux côtières africaines de l'Atlantique Sud (1948-1949). Résultats scientifiques, 4 (3B), 417 p., 127 fig., 7 pl. phot.
- 1961 - Révision systématique et raciation géographique des Protopteridae de l'Afrique centrale. - Ann. Mus. r. Afr. Centr. (Tervuren), sér. in-8°, Sci. Zool., 103 : 1-50, 6 pl., 2 cartes.
- 1962 - Aide-mémoire systématique et faunistique à l'usage des Étudiants en Zoologie. - Bruxelles, 103 pp.
- 1963 - (En coll. avec GOSSE, J. P.). Contribution à l'étude systématique de la faune ichtyologique du Congo central. - Ann. Mus. r. Afr. Centr. (Tervuren), sér. in-8°, Sci. Zool., 116 : 45-101, 4 pl.
- ------- - (En coll. avec GOSSE, J. P.). Révision des genres Mannaethiops Gunther 1871 et Neolebias Steindachner 1894 et description de trois espèces nouvelles (Pisces, Citharinidae). - Ann. Mus. r. Afr. Centr., sér. 8°, Sci. Zool., 116: 9-36, 2 pl.
- 1964 - Une famille dulcicole nouvelle de poissons africains : Les Congothrissidae. - Mém. Acad. r. Sci. Outre-Mer, Cl. des Sci. nat. et méd., nouv. sér. in-8°, 115 (2) : 40 pp., 7 fig., 8 pl.
- 1966 - Notice sur George A. Boulenger. - Annuaire de l'Acad. r. Belg., 133 : 1-40.
- ------- - (En coll. avec DESWATTINES, Cl.). Étude systématique des appareils respiratoire et circulatoire des Polypteridae. - Ann. Mus. roy. Afr. centr., (Tervuren), sér. in-8°, Sci. Zool., 158 : 1-63, 35 fig.
- ------- - Révision des Characidae nains africains. - Ann. Mus. roy. Afr. centr. (Tervuren), sér. in-8°, Sci. Zool., 162 : 1-158, 32 fig., 20 cartes.
- 1967 - Contribution à la faune ichtyologique de l'Angola. - Companhia de Diamantes de Angola (DIAMANG). Serviços Culturais, Dundo-Lunda, Angola, n° 75, pp. 1–381, 162 fig., 20 pl.
- 1968 - (En coll. avec ROBERTS, T.). Description d'une espèce nouvelle de Synodontis du bassin du Congo. - Rev. Zool. Bot. Afr., 77 (3-4) : 269-302, 1 fig.
- ------- - (En coll. avec MARTENS, P. & DEBAISIEUX, P.). Prix Adolphe Wetrems. Sciences naturelles (42e période annuelle, 1967-1968). Rapport du Jury. - Bull. Acad. r. Belg., Cl. des Sci., 5e série, 54 (8) : 713-814.
- ------- - Aide-mémoire de systématique et faunistique à l'usage des Étudiants en Zoologie. – 2e édition augmentée, 225 p.
- 1971 - Révision des Synodontis africains (Famille Mochocidae). - Ann. Mus. r. Afr. centr., (Tervuren), sér. in-8°, Sci. Zool., 191, 497 p., 219 fig.
- ------- - Révision systématique des Daurades du genre Dentex de la côte africaine tropicale occidentale et de la Méditerranée. - Acad. r. Sc. Belg., Mém. Cl. Sciences, coll. in-8°, 2e  sér., 40 (1) : 1-51.
- 1972 - Poissons. - in : La Vie des Animaux. Nouvelles éditions Larousse, p. 25–105.
- 1976 - Poissons. - In : Exploration du Parc National de l'Upemba. fasc. 7 3. Fondation pour Favoriser les Recherches scientifiques en Afrique, 127 p., pl. 66.
- 1978 - Contribution à la connaissance du genre Lamprologus Schth. Description de quatre espèces nouvelles, réhabilitation de Lamprologus mondabu et synopsis remanié des espèces du lac Tanganyika - Bull. Acad. r. Belg., Cl. des Sci., 5e sér., 64 (11): 725-758, 6 fig.
- 1979 - (En coll. avec HERLANT-MEEWIS, H.). Notice sur Paul Brien. - Annuaire de l'Acad. r. Belg., 1979, 103 pp.
- 1982 - (En coll. avec GOSSE, J. P. et ORTS, S.). Le genre Campylomormyrus Bleeker, 1874. Étude systématique et description d'une espèce nouvelle (Pisces, Mormyridae). - Bull. Inst. r. Sci. nat. Belg., 54, Biol. (5): 34 p., 13 pl.
- 1986 - Classification des Cichlidae du lac Tanganyika : Tribus, genres et espèces. - Mém. Acad. r. Belg., Cl. des Sci., in-8°, 2e sér., 45 (2), 168 p., 58 fig.
- 1991 - (En coll. avec MARÉCHAL, C). Cichlidae (divers genres). - in : DAGET, J. et al. (eds.) CLOFFA. Check-list of the freshwater fishes of Africa. Catalogue des Poissons d'eau douce d'Afrique. Institut royal des Sciences naturelles de Belgique,  Musée royal de l'Afrique centrale, ORSTOM, vol. 4.